# Horný Hričov
Horný Hričov – wieś (obec) na Słowacji położona w kraju żylińskim, w okręgu Żylina. Pierwsze wzmianki o miejscowości pochodzą z roku 1208.
Według danych z dnia 31 grudnia 2010, wieś zamieszkiwały 794 osoby, w tym 396 kobiet i 398 mężczyzn.
W 2001 roku rozkład populacji względem narodowości i przynależności etnicznej wyglądał następująco:
- Słowacy – 98,84%
- Czesi – 0,64%
- Ukraińcy – 0,13%